# Estela funerària del cementiri (Vila-rodona)
L'Estela funerària del cementiri és una obra de Vila-rodona (Alt Camp) inclosa a l'Inventari del Patrimoni Arquitectònic de Catalunya.

## Descripció
L'estela funerària està situada damunt la llinda de la porta del cementiri adossat a la capella de Santa Maria de Vilardida. Es tracta d'una peça circular, de pedra, on apareix gravada una creu grega amb els quatre braços en forma d'aspa.

## Història
Certament, l'emplaçament original d'aquesta peça no és el que ocupa en l'actualitat. La funció d'aquest tipus d'esteles funeràries era la de senyalització del lloc on era enterrat el difunt. Es clavav terra i portaven la creu cristiana gravada.